# Kate Major
Kate Major (3 de diciembre de 1977) es una deportista australiana que compitió en triatlón. Ganó tres medallas de bronce en el Campeonato Mundial de Ironman entre los años 2004 y 2007.

## Palmarés internacional
| Campeonato Mundial | Campeonato Mundial     | Campeonato Mundial | Campeonato Mundial |
| Año                | Lugar                  | Medalla            | Prueba             |
| ------------------ | ---------------------- | ------------------ | ------------------ |
| 2004               | Hawái (Estados Unidos) | Medalla de bronce  | Individual         |
| 2005               | Hawái (Estados Unidos) | Medalla de bronce  | Individual         |
| 2007               | Hawái (Estados Unidos) | Medalla de bronce  | Individual         |